# Manthey Racing

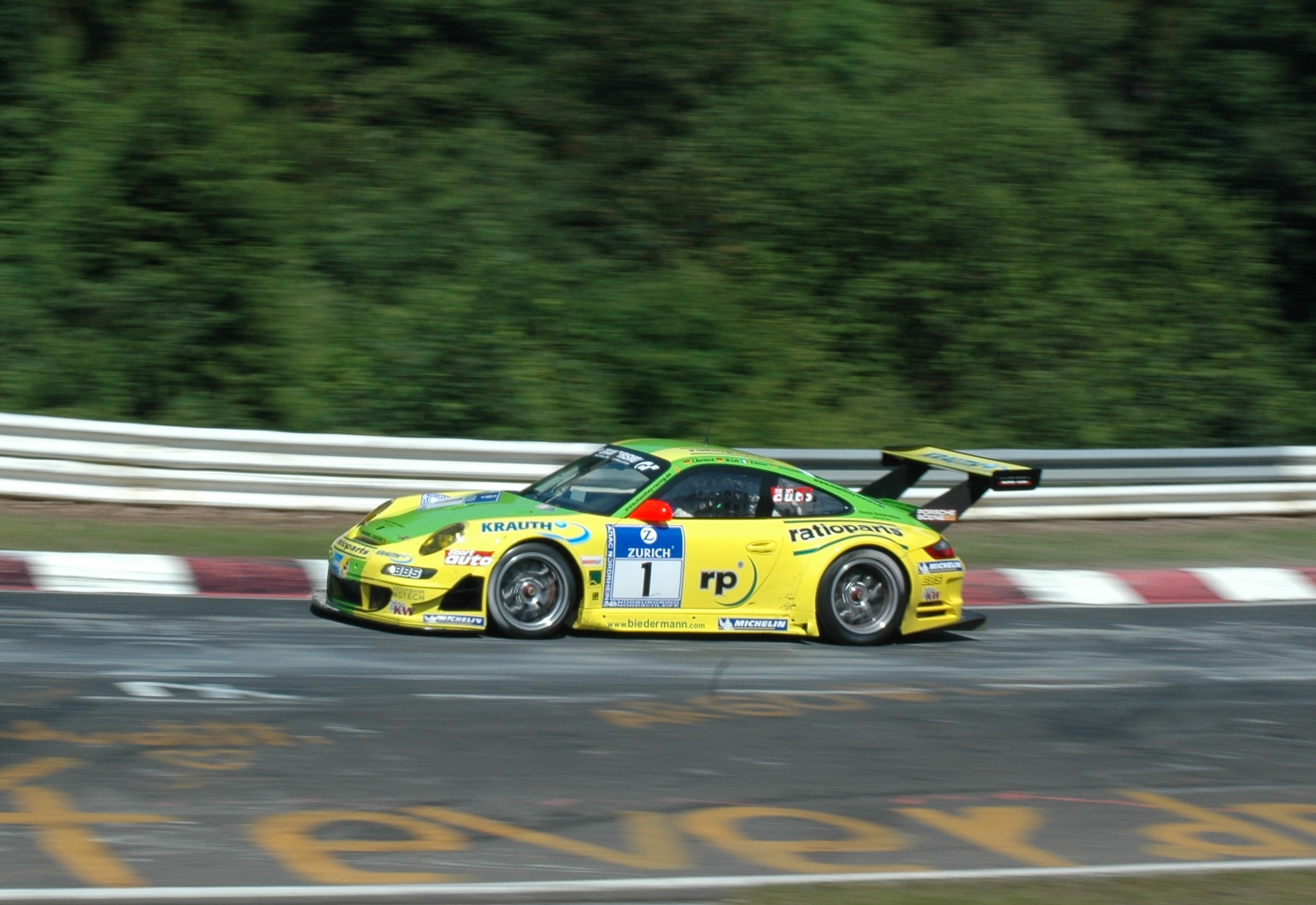
Porsche número 1 en las 24 Horas de Nurburgring 2007.

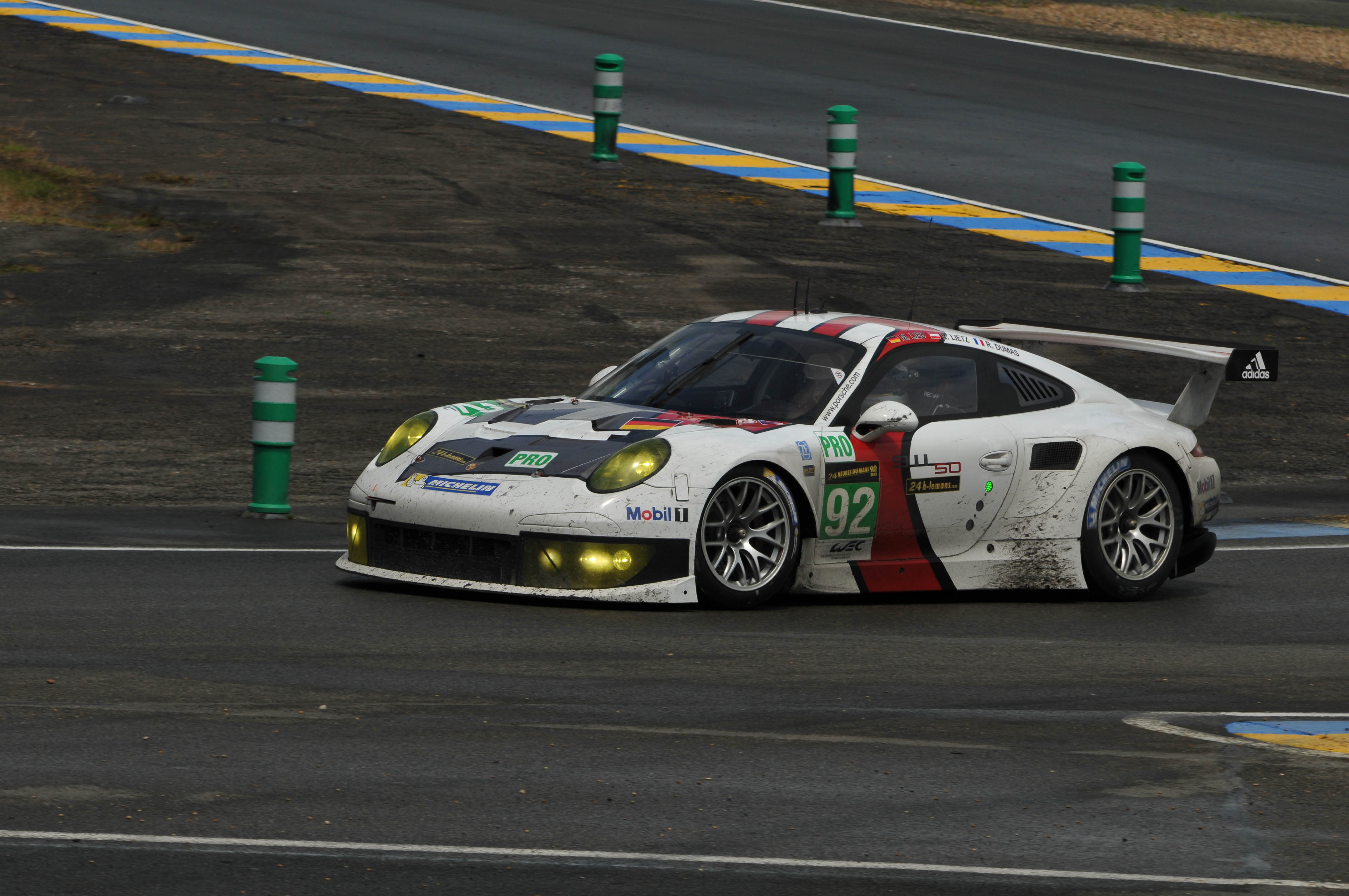
Porsche 991 RSR número 92 en las 24 Horas de Le Mans 2013.

Manthey Racing es un equipo de automovilismo alemán, fundada en 1996 por Olaf Manthey, con sede cerca del circuito de Nürburgring.
El equipo ha sido y es muy exitoso en carreras de gran turismos. Han logrado 4 campeonato de pilotos de la Supercopa Porsche entre los años 1997 y 2000, y un triunfo de clase en las 24 Horas de Le Mans de 1999 con la marca Porsche. Luego pasó al Deutsche Tourenwagen Masters en 2001 y 2002, logrando un tercer puesto del campeonato de pilotos en el primer año con Mercedes-Benz, y después cosechó siete victorias absolutas en las 24 Horas de Nürburgring en 2006, 2007, 2008, 2009, 2011, 2018 y 2021; una victoria absoluta en las 12 Horas de Bathurst de 2024 y otra victoria de clase en las 24 Horas de Le Mans 2013 de vuelta con Porsche. 
El equipo corrió en el Campeonato Mundial de Resistencia con dos Porsche 991, contando con el apoyo oficial de dicha marca.